# Кресты (деревня, Москва)
Кресты — деревня в Троицком административном округе Москвы  (до 1 июля 2012 года в составе Подольского района Московской области). Входит в состав района Вороново.

## Население
Согласно Всероссийской переписи, в 2002 году в деревне проживало 145 человек (65 мужчин и 80 женщин). По данным на 2005 год в деревне проживало 126 человек.

## Расположение
Деревня Кресты расположена на Варшавском шоссе примерно в 71 км к юго-западу от центра Москвы. Рядом с деревней расположена станция Кресты Большого кольца Московской железной дороги. У деревни Кресты берёт начало безымянный правый приток реки Чернички.

## История
Через деревню проходила Старая Калужская дорога, упоминающаяся в описаниях Отечественной войны 1812 года. 